# Zagórów (gemeente)
De gemeente Zagórów is een stad- en landgemeente in het Poolse woiwodschap Groot-Polen, in powiat Słupecki.
De zetel van de gemeente is in Zagórów.
Op 30 juni 2004 telde de gemeente 9091 inwoners.

## Oppervlakte gegevens
In 2002 bedroeg de totale oppervlakte van gemeente Zagórów 159,59 km², waarvan:
- agrarisch gebied: 71%
- bossen: 21%

De gemeente beslaat 19,05% van de totale oppervlakte van de powiat.

## Demografie
Stand op 30 juni 2004:
| Omschrijving                   | Totaal | Totaal | Vrouwen | Vrouwen | Mannen | Mannen |
| ------------------------------ | ------ | ------ | ------- | ------- | ------ | ------ |
| eenheid                        | aantal | %      | aantal  | %       | aantal | %      |
| inwoners                       | 9091   | 100    | 4591    | 50,5    | 4500   | 49,5   |
| bevolkingsdichtheid (inw./km²) | 57     | 57     | 28,8    | 28,8    | 28,2   | 28,2   |

In 2002 bedroeg het gemiddelde inkomen per inwoner 1327,57 zł.

## Administratieve plaatsen (sołectwo)
Adamierz, Anielewo, Augustynów, Bukowe, Drzewce, Grądzeń, Imielno, Kopojno, Koszelewska Łąka, Kościołków, Łazińsk Drugi, Łazińsk Pierwszy, Łazy, Łomów, Łukom, Mariantów, Michalinów k. Oleśnicy, Michalinów k. Trąbczyna, Myszakówek, Nowa Wieś, Oleśnica, Osiny, Skokum, Stanisławów, Szetlew, Szetlewek, Trąbczyn, Wrąbczyn, Zalesie.

## Overige plaatsen
Błota, Chruściki, Czerwonka Długa, Górka, Grabina, Huta Łukomska, Kirchol, Kopojno-Parcele, Mały Las, Myszaków, Olchowo, Oleśnica-Folwark, Podbiel, Porąbki, Przybysław, Smoleniec, Stawisko, Tarszewo, Trąbczyn B, Trąbczyn D, Trąbczyn Dworski, Wincentowo, Włodzimirów, Wrąbczyn Górski, Wymysłów.

## Aangrenzende gemeenten
Gizałki, Grodziec, Lądek, Pyzdry, Rzgów